# Terremoto dell'Ecuador del 2016
Il terremoto dell'Ecuador del 2016 è stato un evento sismico verificatosi il 16 aprile 2016 alle ore 18:58 locali di 7,8 Mw, con l'epicentro localizzato a 27 km da Muisne, nella provincia di Esmeraldas, nei pressi della costa ecuadoriana, 170 km a ovest della capitale Quito. Le onde sismiche sono state sentite nel sud della Colombia, in città come Cali, Pasto, Popayán e Neiva, e nel nord del Perù, come a Tumbes, Piura e Jaén.
Il Presidente Rafael Correa che si trovava a Roma per una visita al Vaticano, tramite il vice-presidente Jorge Glas, ha dichiarato lo stato d'eccezione nell'intero paese e lo stato d'emergenza in sei province costiere. Secondo l'Ufficio delle Nazioni Unite per gli affari umanitari dell'ONU, oltre un milione di persone sono rimaste danneggiate dal sisma.
Era dal terremoto del 1987 nella Provincia del Napo, di magnitudo 7,2 che causò un migliaio di morti, che l'Ecuador non soffriva un così alto numero di vittime, mentre nell'ultimo secolo, solo nel 1979 avvenne un terremoto più intenso, di magnitudo 8,2, avvenuto vicino al confine con la Colombia.

## Il terremoto
Alle 23:58 UTC del 16 aprile, le 18:58 ora locale, un terremoto di magnitudo 7.8 ha colpito la costa dell'Ecuador circa 27 km a sud-est di Muisne, ad una profondità di 19,2 km. La scossa si è sentita anche nella vicina Colombia e nel nord del Perù, mentre in un primo momento era stato dato un allarme per un probabile tsunami da parte del Pacific Tsunami Warning Center, rivolto a Colombia, Costa Rica, Ecuador, Figi, Panama e Perù. L'allarme tsunami è poi rientrato, tuttavia nelle ore seguenti la terra ha continuato a tremare con decine di scosse di assestamento, fino alle 02:13 ora locale, quando è avvenuto un nuovo evento di magnitudo 6,1 della scala Richter.

### Repliche
In totale l'Istituto Geofisico Ecuadoriano, ha registrato, fino al 20 maggio, 1575 repliche, di cui otto superiori alla magnitudo 6 e 35 superiori alla magnitudo 5.0 della scala Richter.
Una replica di magnitudo 6,2 è avvenuta la mattina del 20 aprile alle 03:33 ora locale, con epicentro nella stessa zona, 20 km a ovest di Muisne ad una profondità di 15,7 km. e altre due forti repliche si sono registrate la sera del 21 aprile, con una scossa di 6.1 alle 22:03 e una di 6.0 pochi minuti dopo, alle 22:20
Le più forti repliche sono avvenute dopo poco più di un mese dall'evento del 16 aprile, con due scosse di 6,7 e 6,8 Mw registrate il 18 maggio rispettivamente alle 02:57 ora locale, e alle 11:57 UTC-5 con epicentro rispettivamente a 37 e 24 km a nord-ovest di Quinindé, nella provincia di Esmeraldas. Queste scosse, avvertite nella capitale Quito e in Colombia, hanno causato in particolare danni materiali e una vittima, oltre a 85 feriti.
Oltre alle repliche, l'Istituto di Geofisica ha informato che il violento sisma delle 18:58 del 18 aprile ha avuto un evento premonitore di magnitudo 5 circa 11 minuti prima, alle 18:47 ora locale.
Dopo un periodo di scosse di assestamento non particolarmente violente, due nuovi eventi di magnitudo 5,9 e 6,2 sono occorsi la sera del 10 luglio, con epicentro nella stessa zona del terremoto di aprile.

### Analisi geosismologica

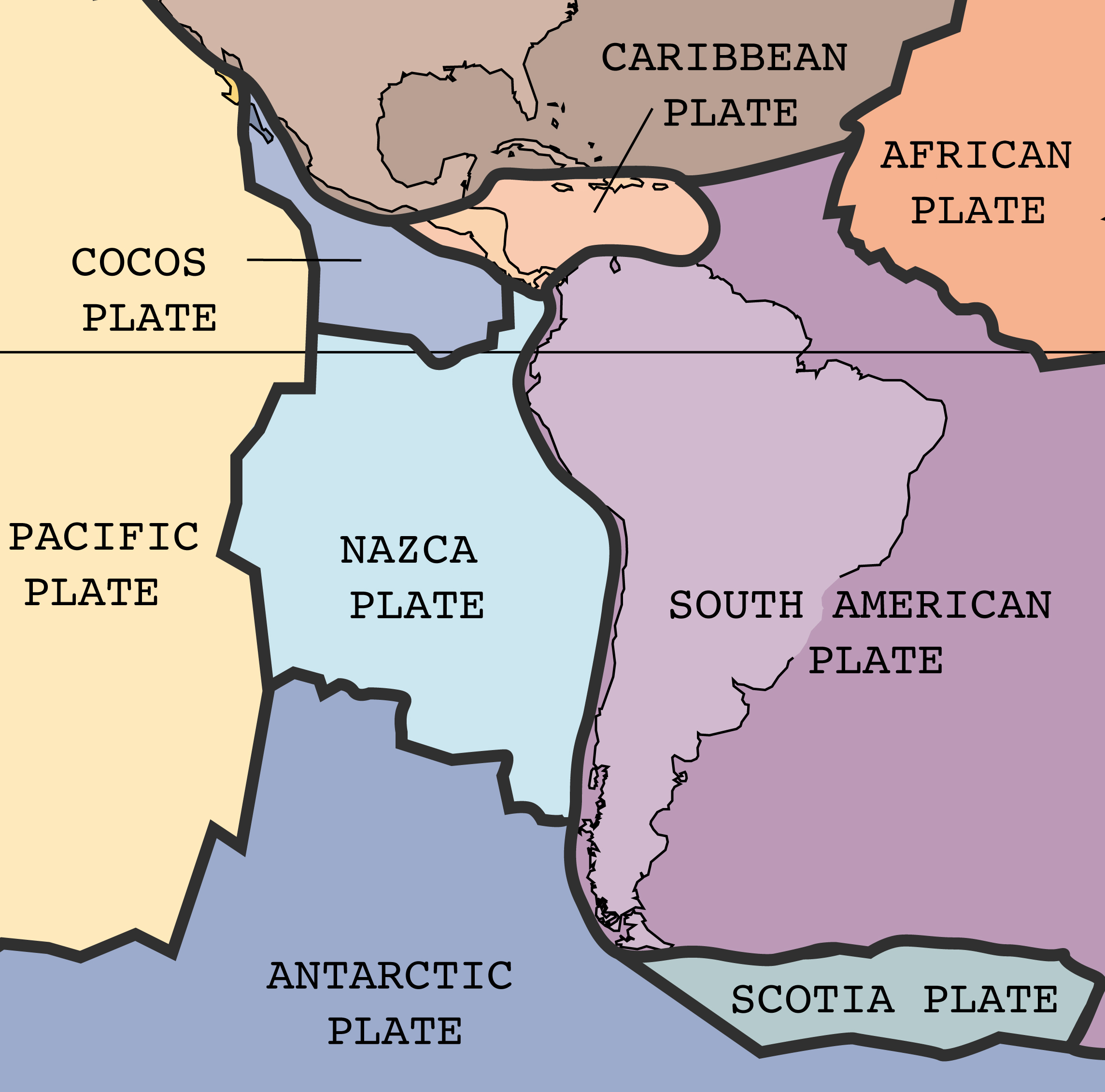
La placca di Nazca, in subduzione sotto alla placca sudamericana, è la causa dei frequenti terremoti e del vulcanismo dell'Ecuador.

In Ecuador sono frequenti i terremoti e la loro causa è quasi sempre imputabile ai processi tettonici di grandi zone di subduzione lungo le coste dell'Oceano Pacifico e questo terremoto rientra nel contesto della tettonica delle placche. La costa ecuadoriana si trova sul margine della placca sudamericana, proprio dove questa si incontra con la placca di Nazca, che andando in subduzione sotto a quella continentale ad una velocità di 61 mm all'anno, genera continui terremoti. Questo meccanismo di produzione dei terremoti è comune a tutta l'area della costa del Cile, del Perù e dell'Ecuador, che si trovano in quella che è denominata la cintura di fuoco pacifica, dove sono avvenuti nel passato i più grandi terremoti della storia umana, come quello di Valdivia del 1960, di magnitudo 9,5 della scala Richter.
Nello specifico, in Ecuador dall'inizio del XX secolo sono stati sette i forti terremoti avvenuti nella stessa area, con epicentri situati a pochi chilometri dal sisma del 2016, come quelli del 1906 e del 1942. Il più violento di tutti (Mw=8,3), quello del 1906, avvenne nei pressi di Esmeraldas, e fu accompagnato da uno tsunami che provocò un migliaio di morti.

## Vittime e danni

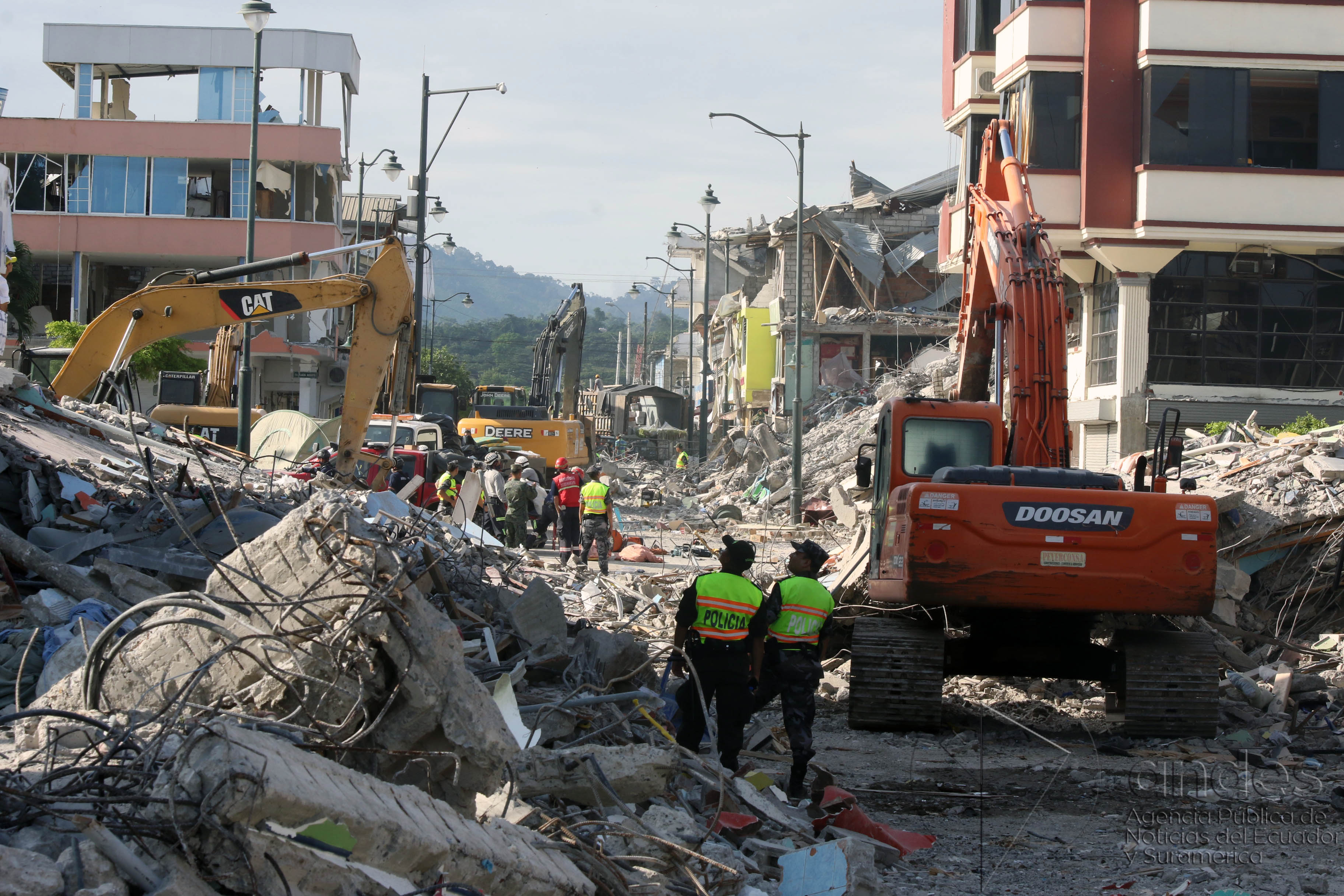
Un'immagine di Pedernales, cittadina costiera situata a pochi chilometri dall'epicentro, due giorni dopo il terremoto.

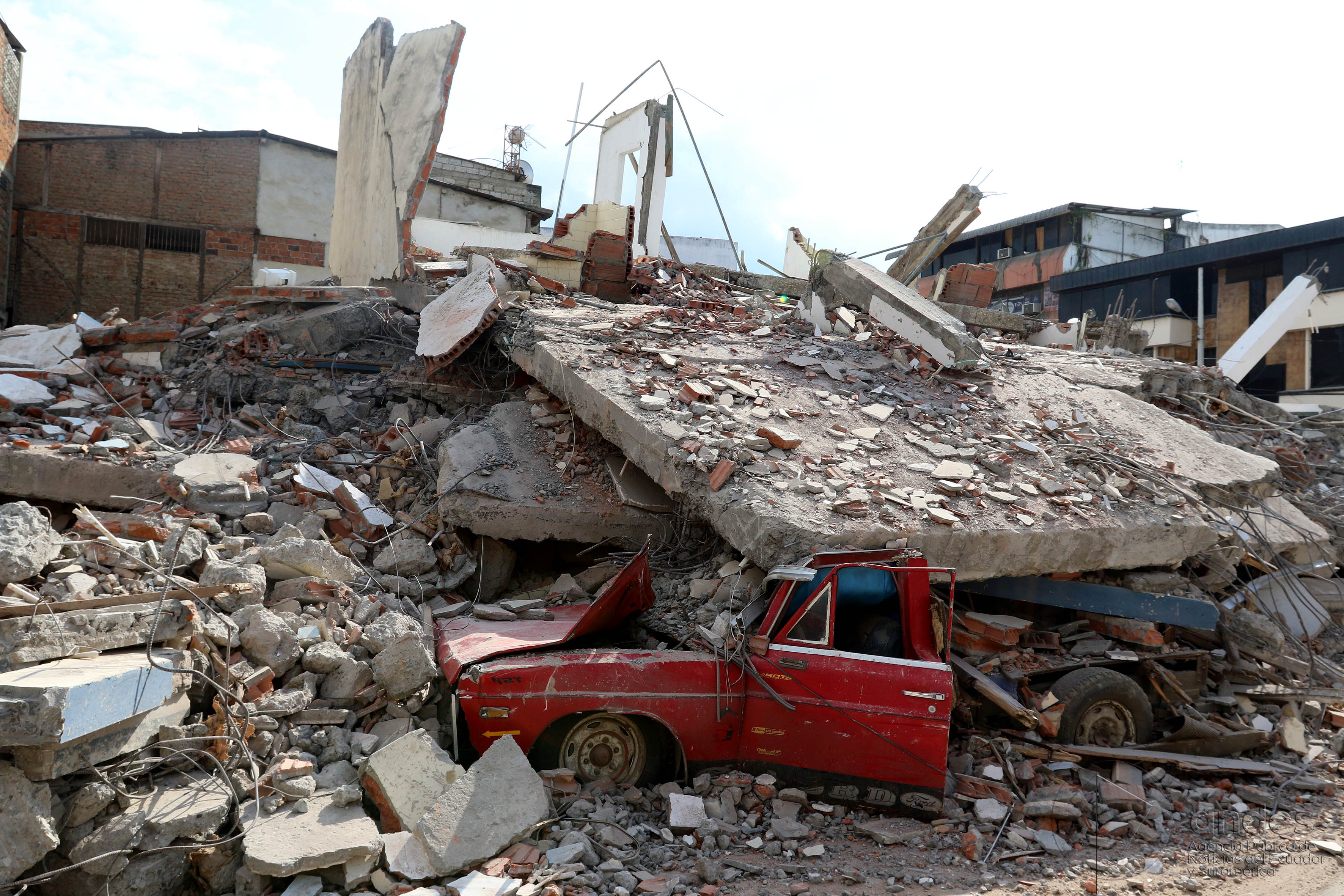
Immagine di distruzione a Portoviejo, capoluogo della provincia di Manabí

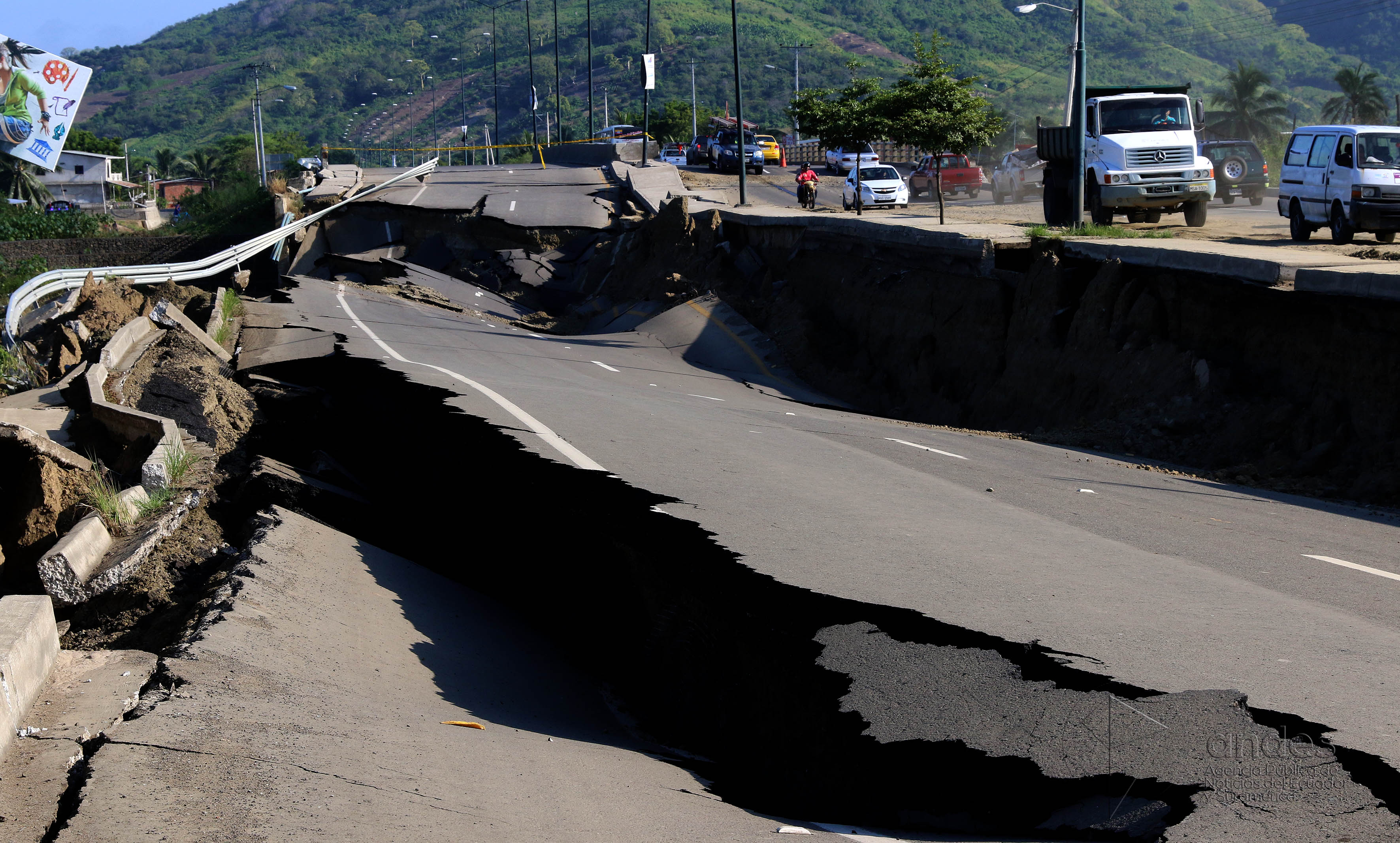
La violenza del terremoto ha fatto collassare diversi tratti di strade, come questa nei pressi di Portoviejo.

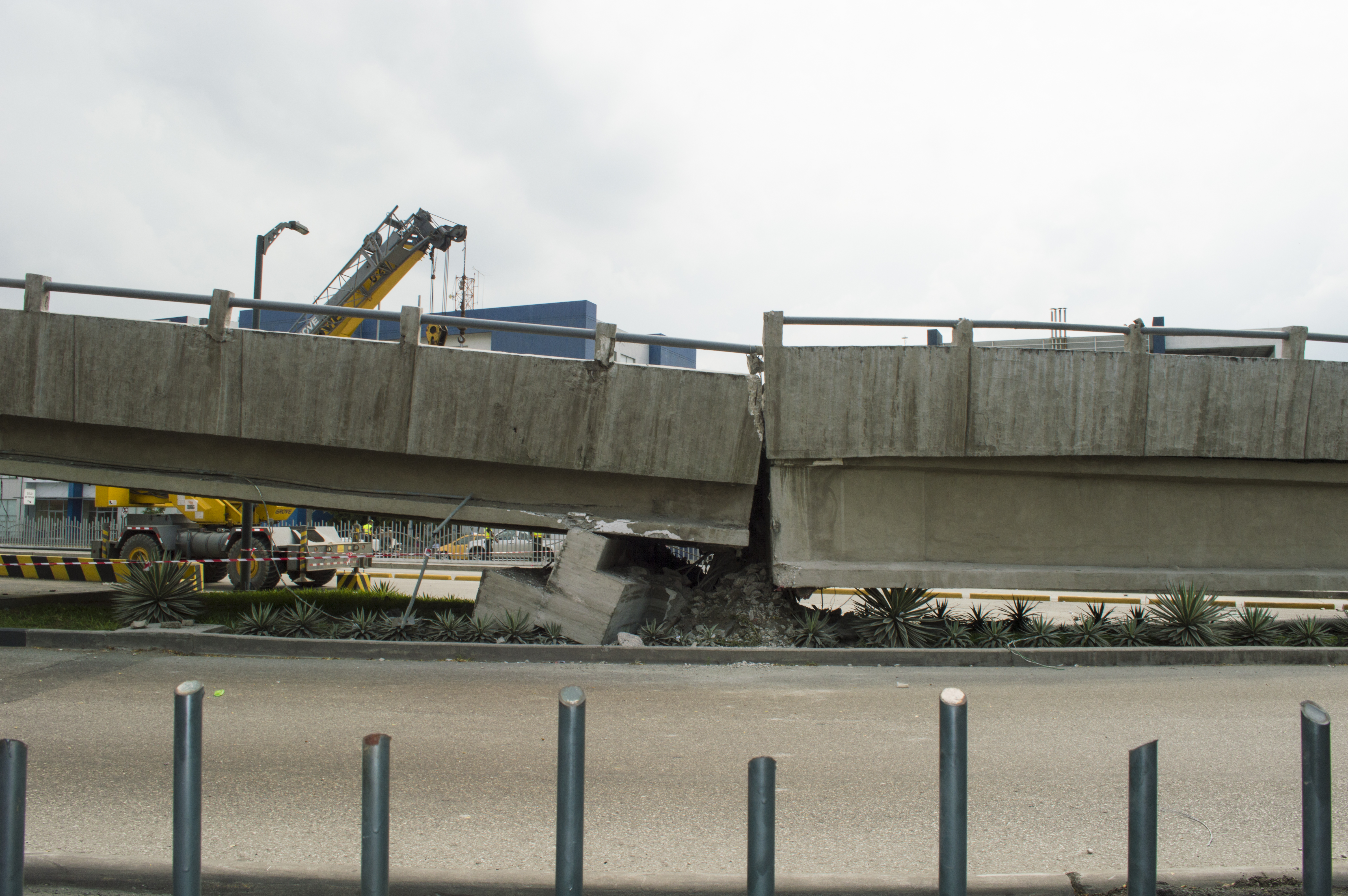
Nonostante la grande distanza dall'epicentro, anche Guayaquil ha avuto grossi danni dal terremoto, come il crollo di questo cavalcavia

Dopo i primi bilanci che parlavano di decine di vittime, la situazione era comunque destinata a farsi più grave con il passare delle ore. Nella notte successiva non era infatti ancora conosciuta la situazione nella cittadina turistica di Pedernales, vicina all'epicentro del sisma ma che era rimasta isolata per danni alle vie di comunicazione.
Lo stesso presidente Correa, tornato precipitosamente da Roma domenica 17 aprile, comunicava che il numero dei morti era salito ufficialmente a 272 e i feriti erano oltre 2000, affermando che Pedernales era completamente distrutta e il bilancio era da considerarsi ancora provvisorio.
Nei giorni seguenti al sisma sono continuate le operazioni di soccorso, in quanto diverse persone erano rimaste schiacciate sotto le macerie, in particolare a Pedernales e Portoviejo; nelle prime ore del 19 aprile la conta dei morti era salita a oltre 400,
e veniva confermato che gran parte della cittadina costiera di Pedernales, situata vicino all'epicentro del sisma, era andata distrutta, con la maggior parte degli edifici crollati. Stessa sorte è toccata alla localita di Canoa, una parrocchia rurale nel cantone di San Vicente, sempre nella provincia di Manabí.
Con il passare dei giorni il numero delle vittime erano destinato ad aumentare ancora, a causa dei molti dispersi i cui corpi ancora non erano stati ritrovati. Alle ore 16:00 del 20 aprile, erano stati registrati 587 decessi,, saliti il 30 aprile a 660, con ancora 32 dispersi, oltre 50 000 feriti e più di 20 000 senzatetto alloggiati in gran parte in 103 alberghi.
Il numero totale delle vittime, comunicato il 19 maggio, è stato di 663 morti, di cui 649 nella sola provincia di Manabí, dove sono rimaste anche disperse 8 delle nove persone scomparse dopo il sisma.

### Provincia di Manabí
La provincia di Manabí è stata di gran lunga quella più colpita dal terremoto: diverse città come Portoviejo, Manta, Chone, Montecristi, Bahía de Caráquez, Puerto López, Pedernales e Jaramijó sono state gravemente danneggiate.
La maggior parte delle vittime era di questa provincia, oltre 200 a Manta, 173 a Pedernales e oltre 150 a Portoviejo, secondo il bollettino del 30 aprile. A Manta diverse strutture sono crollate, compresa la torre di controllo dell'Aeroporto Eloy Alfaro. A Portoviejo 684 strutture civili sono crollate, così come a Jama, rimasta isolata, come altre località della provincia, per diversi giorni.
Tuttavia, la città più colpita della provincia è stata Pedernales, a pochi chilometri dall'epicentro del terremoto; la città è andata distrutta tra il 70 e l'80%, per diversi giorni era impossibile l'accesso via terra a causa della gravi danni subiti dalle strade che la collegano con il resto del territorio ecuadoriano. Dato l'elevato numero di morti per le srade, il sindaco Gabriel Alcivar ha richiesto la donazione di bare e formaldeide.
Secondo il rapporto di Ledy Zúñiga, Ministro della Giustizia, un centinaio di prigionieri sono fuggiti dal carcere El Rodeo nella città di Portoviejo, dopo che le pareti del padiglione interno sono crollate. Secondo il ministro, alcuni evasi sono tornati volontariamente, mentre la polizia è riuscito a catturarne 30. A Pedernales sono entrati in azione anche gli sciacalli, che hanno derubato diversi negozi ed abitazioni private dopo la catastrofe.

### Provincia di Esmeraldas
Nonostante nella provincia non si siano registrate vittime, 152 edifici del capoluogo sono rimasti danneggiati, compreso il palazzo comunale, così come un centinaio di case nella parrocchia di San José de Chamanga. Nel cantone di Muisne, vicino all'epicentro, si sono avuti i danni più gravi nella provincia, con 800 persone evacuate per il crollo di oltre 800 edifici e la mancanza per diversi giorni dell'acqua potabile e dell'energia elettrica. L'Aeroporto Internazionale Carlos Concha Torres di Esmeraldas dopo il sisma ha sospeso le operazioni commerciali per danni strutturali.

### Provincia del Guayas
A Guayaquil, città più popolosa dell'Ecuador e situata circa 300 km dall'epicentro, un ponte di un cavalcavia è crollato su un'auto, uccidendo l'autista e un'altra persona. Diversi sono stati i danni, come quelli avvenuti in molti supermercati dei circa 30 centri commerciali della città. Un ponte danneggiato a Durán è stato chiuso e demolito per i danni subiti.

### Provincia di Santo Domingo de los Tsáchilas
Nella Provincia di Santo Domingo de los Tsáchilas due persone sono morte a causa del terremoto, il governatore Doris Merino ha dichiarato che le vittime erano due residenti della parrocchia di San Jacinto del Búa, morti a causa della caduta dei muri delle loro case. Ha anche riferito che le vie Aloag-Santo Domingo e Calacalí-Indipendencia sono state chiuse per problemi di traffico e per prevenzione contro l'eventuale caduta di frane. In totale quattro persone sono morte nella provincia e nove sono stati i feriti gravi.

### Provincia del Pichincha
La notte del 16 aprile, il sindaco di Quito, Mauricio Rodas, ha annunciato in una conferenza stampa che sono stati registrati danni strutturali a sei case nella città, e i suoi 16 residenti sono stati portati in alberghi locali. Nella capitale solo una donna è rimasta ferita, a causa di una pietra caduta da una piccola frana mentre stava conducendo l'auto per l'Avenida Simón Bolívar.
Alcune crepe a causa del terremoto sono comparse nella cupola della chiesa parrocchiale di La Magdalena, nel sud di Quito e delle frane occorse in diversi punti della città hanno spinto le autorità alla chiusura temporanea di alcune strade, inoltre è stata ordinata la sospensione di tutti gli eventi pubblici per un periodo di 24 ore. Dopo una valutazione tecnica dell'Aeroporto Internazionale Mariscal Sucre, il Comitato di crisi dello scalo ha deciso di mantenere le operazioni e i voli di linea come normalmente previsto.
Nel cantone di Los Bancos nel nord-ovest della provincia, una persona è deceduta e due sono rimaste ferite a causa del terremoto, mentre diversi edifici sono rimasti gravemente danneggiati.

### Stranieri
Le autorità canadesi hanno riferito che due dei loro concittadini morti si trovavano nella città di Pedernales. Il ministro degli esteri della Colombia ha riferito che sette cittadini colombiani erano tra le vittime. Una religiosa di origine irlandese è stata trovata sotto le macerie nella città di Playa Prieta, e nel pomeriggio del 18 aprile è stato confermato che tra le vittime c'erano tre medici di origine cubana, un cittadino britannico, un domenicano e uno statunitense. Il cancelliere ecuadoriano Guillaume Long ha confermato la morte di numerosi cittadini stranieri, tra cui anche un tedesco e un italiano.
Morti, dispersi e feriti per nazionalità:
| Nazione         | Morti | Feriti | Dispersi             |
| --------------- | ----- | ------ | -------------------- |
| Ecuador         | 560   | 7015   | 231                  |
| Colombia        | 11    | 0      | 223 (non contattati) |
| Canada          | 4     | 3      | 0                    |
| Cuba            | 6     | 0      | 0                    |
| Irlanda         | 1     | 0      | 0                    |
| Rep. Dominicana | 1     | 0      | 0                    |
| Regno Unito     | 1     | 0      | 0                    |
| Stati Uniti     | 1     | 0      | 0                    |
| Spagna          | 1     | 0      | 0                    |
| Italia          | 1     | 0      | 0                    |
| Germania        | 1     | 0      | 0                    |
| Argentina       | 0     | 0      | 1                    |

## Fasi dell'emergenza

### Misure immediate

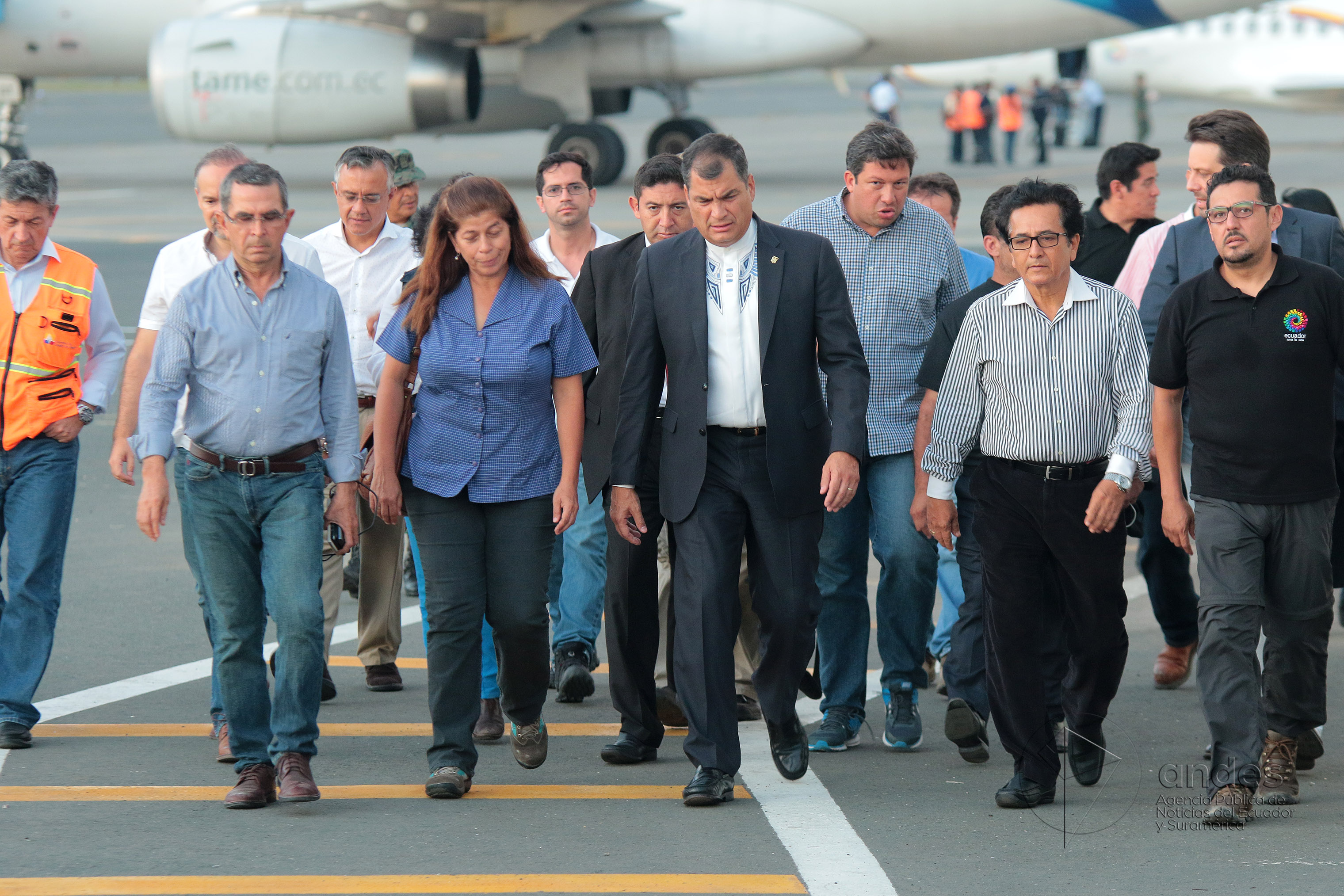
Il presidente Correa, proveniente dal Vaticano, arriva a Manta, una delle città più colpite dal sisma (Foto di Carlos Rodríguez/Andes).

Poche ore dopo il terremoto, il Vice Presidente dell'Ecuador, Jorge Glas, ha dichiarato lo stato d'eccezione in tutto il paese e lo stato di emergenza nelle sei province della Costa (Esmeraldas, Manabí, Guayas, Santa Elena, Los Rios e Santo Domingo). I governi di Ecuador, Colombia e Perù hanno inizialmente dato un allarme tsunami lungo le zone costiere, ipotesi scartata poche ore più tardi.
Il presidente della Federazione ecuadoriana di calcio, Carlos Villacis, ha annunciato la sospensione della 12ª giornata del campionato ecuadoriano di calcio, mentre il Ministero della Pubblica Istruzione ha emesso un ordine di sospensione di tutte le attività didattiche fino a nuovo ordine.
Gabriela Rivadeneira, presidente dell'Assemblea Nazionale dell'Ecuador, ha annunciato che le sessioni del congresso e delle commissioni di emergenza nel territorio sono state sospese, il Palazzo Legislativo è divenuto il centro di raccolta delle donazioni da parte del Ministerio de Inclusión Económica y Social, le autorità benestanti avrebbero donato il 10% del loro stipendio per due mesi, e indetto una giornata speciale chiamata Ayudatón, per raccogliere materiali da costruzione e denaro per aiutare le zone disastrate.
Dopo l'interruzione del suo viaggio in Europa, il presidente Rafael Correa è arrivato all'aeroporto di Manta alle 18:30 di domenica 17 aprile. Dopo un viaggio di tre giorni nelle zone colpite, la sera del 20 aprile, il Presidente ha annunciato che sarà intrapresa una serie di misure economiche e sgravi fiscali per aiutare le famiglie delle vittime.
Una settimana dopo il terremoto, il presidente Correa ha annunciato un lutto nazionale di otto giorni per onorare le vittime.

### Reti sociali
Il social network Facebook abilitò la funzione security check per gli utenti delle aree colpite dal terremoto, dove era possibile avvisare i conoscenti riguardo alla propria incolumità. Stessa cosa ha fatto Google con la sua funzione Personal Finder, con la quale era possibile cercare informazioni su persone delle zone terremotate o dare proprie informazioni su conoscenti ad altri. Dal canto suo skype ha consentito le chiamate gratuite a telefoni fissi e cellulari nei giorni seguenti al terremoto, in tutto l'Ecuador. Lo stesso ha fatto compagnie telefoniche statunitensi come Sprint Corporation e AT&T, consentendo di chiamare gratuitamente dagli Stati Uniti i familiari di emigrati ecuadoriani.
Esattamente una settimana dopo l'evento sismico il popolo ecuadoriano si autoconvocò attraverso le reti sociali per un atto commemorativo, spegnendo le luci alla stessa ora del terremoto (18:58), restando tre minuti in silenzio in onore dei defunti e, infine, cantando l'Inno nazionale.

## Aiuti e ricostruzione
Nei giorni successivi al terremoto il governo ha mobilitato oltre 12.000 militari e 7200 poliziotti sul luogo del sisma in aiuto alle vittime, oltre a personale sanitario. Nel mese di giugno il governò affermò che gli aiuti per l'emergenza costarono circa 200 milioni di dollari,, e il presidente Correa affermò che i danni per il terremoto erano oltre 1,3 miliardi di dollari.

### Aiuti internazionali
Agli aiuti nazionali si aggiunsero aiuti provenienti da organizzazioni, enti e paesi stranieri.
La Banca Mondiale, come dichiarato dal presidente Jim Yong Kim, dichiarò che avrebbe mandato una squadra per valutare i danni e avrebbe messo a disposizione i 150 milioni di dollari del progetto Mitigación de Riesgos y Recuperación ante Emergencias en Ecuador, firmato il 16 marzo del 2016 e che ha come obiettivo il recupero dei servizi basici e produttivi in casi di disastro naturale in Ecuador.
La Francia inviò un gruppo di 64 soccorritori civili e 30 militari specializzati nel potabilizzare l'acqua, mentre la Spagna mandò un Airbus con 500 componenti della Unidad Militar de Emergencias provvisti di cani da soccorso e materiale per l'illuminazione autonoma. La Norvegia inviò 1,8 milioni di euro in aiuto, Germania e Paesi Bassi mandarono 1,5 milioni di euro ciascuno, il governo italiano annunciò che avrebbe mandato 500.000 euro, e un altro milione di euro sarebbe stato mandato dall'intera Comunità europea. La Russia annunciò che avrebbe mandato 30 tonnellate di materiale, comprese centrali elettriche mobili e tende speciali da campo.
Il presidente della Corea del Sud, Park Geun-hye, annunciò il 20 aprile che il suo paese avrebbe offerto un aiuto di 700 000 dollari.
I paesi sudamericani inviarono anch'essi specialisti nel soccorso dei terremotati: la Colombia mandò 24 soccorritori dell'esercito e un carico di 13 tonnellate di aiuti umanitari, così come il Perù, che in più riprese ha inviato 61 tonnellate di materiale in aiuto